# محمد شوكت
الشاهزاده محمد شوكت أفندي بن عبد العزيز الأول (بالتركية العثمانية: شهزاده محمد شوكت)‏ (بالتركية: Şehzade Mehmed Şevket)‏ هو أمير عثماني والده السلطان العثماني عبد العزيز الأول وأمه نسرين قادين.
ولد في 5 يونيو 1872 وتوفي في 22 أكتوبر 1899.
تنحصر حاليا ذرية السلطان عبد العزيز الأول في محمد شوكت أفندي الذين كان له ولد واحد هو الشاهزاده محمد كمال الدين أفندي، الذي ولد في قصر يلدز في 28 أكتوبر 1890. تزوج في 2 مارس 1913 من جميل ديستافيز خانم (من مواليد 13 أغسطس 1895 في باتومي)، وأنجبا ولدين هما الشاهزاده محمد حسام الدين والشاهزاده سليمان سعد الدين. توفي محمد كمال الدين أفندي في 18 نوفمبر 1946 في منفاه ببيروت عاصمة لبنان ودفن هناك.